# 홍자 (문신)
홍자(洪梓, 1707년 - 1781년)는 조선 후기에 활동한 문신이자 서예가이다. 자는 양지(養之), 본관은 남양(南陽)이다. 부친은 홍귀조(洪龜祚)이다. 1753년 시직(侍直)으로 정시문과에 을과로 급제, 1754년 정언 · 호남어사 · 부교리 · 부수찬을 역임하였다. 1756년 헌납, 1757년 수찬으로 문과중시에 을과로 급제, 보덕을 거쳐 이듬해에 대사간이 되었다. 그 뒤 1762년 승지가 되었고, 1769년 동지부사(冬至副使)로 청나라에 다녀왔다. 1775년 한성부좌윤이 되고 이듬해 대사헌을 지냈다. 문필에 능하여 비문을 썼으며, 북청에 <이지란신도비(李之蘭神道碑)>와 경주에 <삼강묘비(三綱廟碑)>가 남아 있다.